# 佩林塔尔曼纳
佩林塔尔曼纳（Perinthalmanna），是印度喀拉拉邦Malappuram县的一个城镇。总人口44613（2001年）。

## 人口
该地2001年总人口44613人，其中男性21497人，女性23116人；0—6岁人口6269人，其中男3265人，女3004人；识字率80.64%，其中男性为81.98%，女性为79.40%。